# 허리케인 앤드루
허리케인 앤드루(Hurricane Andrew)는 1992년의 제1호 허리케인으로, 1935년의 1935년 노동절 허리케인과 1969년의 허리케인 카밀 다음으로 강한 세력으로 육지에 상륙한 허리케인이다. 또한 미국의 허리케인 중 2005년의 허리케인 카트리나와 2008년의 허리케인 아이크 다음으로 재산피해가 많이 집계된 허리케인이기도 하다.

## 허리케인의 진행

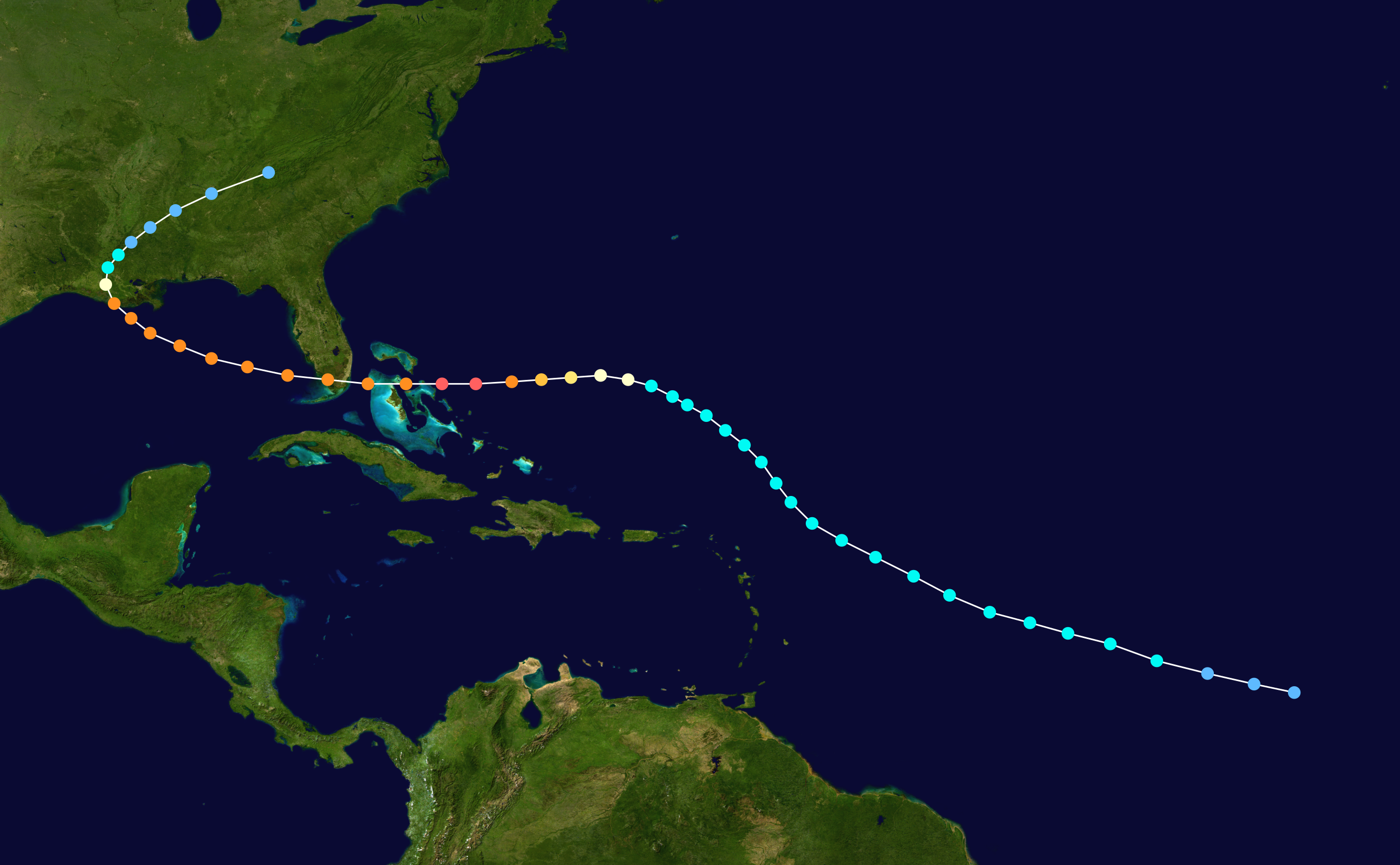
허리케인 앤드루의 이동 경로

8월 14일에 아프리카 대륙 서부 해안선 근처 해양에서 열대성 기압대가 배치되면서 북쪽에 위치한 고기압대를 따라 서쪽으로 빠르게 이동했다. 이틀 후인 8월 16일 바베이도스 동남동쪽 약 2,620km 부근 해상에서 1992년 열대 저기압 제3호로 새롭게 명칭을 부여받았다. 8월 17일에는 열대 폭풍으로 발달해 '앤드루(Andrew)'로 이름이 붙였다. 이날 후에 풍속 80km/h(50mph)를 기록하였다. 앤드루는 서서히 북서쪽으로 진로를 바꾸며 전진했다. 8월 19일에는 중심기압이 다른 허리케인보다 유난히 높은 1,015hPa를 기록했다. 북서진하던 앤드루는 미국 남동부에 위치한 고기압대의 영향을 받아 서진하기 시작했다.
앤드루는 태풍의 눈이 발달하면서 빠르게 강해졌고 8월 22일에 발생한 지 6일 후 바하마 나소 동남동쪽 약 1,050km 부근에서 드디어 허리케인의 지위로 올라섰다. 허리케인 앤드루는 가속화되었고 매우 높은 바하마 근해를 지나가면서 매우 급격하게 세력이 강력해졌다. 8월 22일, 이날 늦게 매우 빠르게 강력화가 이루어져 24시간만에 47hPa가 떨어져 중심기압이 922hPa를 기록한 후 최성기를 맞이하였다. 8월 23일에 사피어-심슨 허리케인 등급 제5등급에 도달하였고 이날 18시에 풍속 282km/h(175mph)를 기록했다. 최성기를 맞이할 당시 앤드루는 풍속 56km/h(35mph)로 바람이 부는 지역이 중심에서 140km(90mi)밖에 안 되어 매우 작은 허리케인이었다. 이날 21시에 일루서라섬을 풍속 260km/h(160mph)으로 강타했다. 그러나 조금 약해져서 8월 24일 01시에 바하마 남단에 위치한 베리 섬을 풍속 240km/h(150mph)으로 영향을 주었다.
멕시코 만류가 흐르는 플로리다 해협을 지난 허리케인 앤드루는 급격하게 재강력해졌다. 8월 24일 08시 40분경에 미국 플로리다주 극남부에 있는 산호초 군도인 플로리다 키 북단에 위치한 엘리엇 키(Elliott Key)를 풍속 266km/h(165mph)과 중심기압 926hPa로 상륙했다. 약 25분 후에 앤드루는 플로리다반도에 상륙해 마이애미 남남서쪽 약 33km(20mi)밖에 떨어지지 않은 곳까지 이동했다. 앤드루는 서북서쪽으로 방향을 조금 틀고 8월 25일에 풍속 233km/h(145mph)로 낮아졌지만 여전히 매우 강한 세력을 유지하고 있었다.
그러나 허리케인 앤드루의 진로 북쪽에 위치하던 고기압대가 약해지면서 한랭 전선과 맞부딪히게 된 앤드루는 속력이 자연히 감소되었고 북서쪽으로 진로를 바꾸었다. 8월 26일 오전 08시 30분 쯤에 루이지애나주 모건시티(Morgan City) 서남서쪽 약 32km(20mi)에 풍속 185km/h(115mph)의 세력으로 상륙했다. 상륙한 장소는 인구가 상대적으로 다른 지역에 비해 희박한 지역이었다. 하지만 내륙으로 진입하게 된 앤드루는 약해졌고 북쪽에서 북동쪽으로 이동하기 시작했다. 앤드루는 8월 28일에 애팔래치아산맥 남부에서 열대 저기압의 자격을 잃어버렸다. 하지만 남은 잔해는 북동쪽으로 이동해 북동부 지역에 영향을 주었다.

## 대비

### 바하마
허리케인 앤드루가 바하마에 도달하기 전에 기상 예보관들은 해안가에 5.5m(18ft)에 달하는 파도가 덮치고 200mm(8in)의 비가 쏟아질 것이라고 예측했다. 8월 22일에 일루서라섬과 안드로스섬의 허리케인 주의보를 시작으로 8월 24일 모든 주의보와 경보가 해제되기 전까지 이 경고는 지속되었다. 바하마의 인명피해가 많이 심각하지 않았던 이유가 바로 미리, 그리고 정확한 예보 때문이었다고 평가하는 사람들도 있다.

### 미국

#### 플로리다주
플로리다주 남부에 거주하고 있던 주민들은 대피하라고 지시를 받은 뒤 플로리다 키의 주민 5만5천명과 데이드 군(카운티(County))에서 51만7천명이, 브로워드 군에서 30만명이, 팜비치 군에서 31만5천명과 세인트루시 군에서의 1만5천명이 대피했다. 동부 플로리다반도 남서부 해안에서 3m에 달하는 파도가 덮칠 것이라고 예보했고 8월 23일과 8월 24일 사이에 플로리다주 남부와 중부에서 토네이도가 발생할 것이라고 예보를 내리기도 했다. 많은 허리케인 주의보와 경보가 내려졌다. 모든 특보는 앤드루가 플로리다반도 서부를 완전히 벗어나기 전까지 계속 유효했다.

#### 루이지애나주
루이지애나주 최대의 도시인 뉴올리언스에서는 많은 모래주머니가 동원되어 길거리에 쌓였다. 또한 호수의 수문도 폐쇄되었다. 뉴올리언스에서 도착하고 출발하는 모든 비행편들이 취소되었다. 앤드루가 오기 전 날까지 루이지애나주 남부 해안 서부에서 동부에 이르는 모든 지역에 주의보와 경보가 내려졌다. 허리케인 앤드루가 모건시티 근처에 상륙한 후에 해안가의 모든 특보들이 해제되었다.

#### 기타
허리케인 앤드루가 멕시코만에 진입하자 미국 남부의 주인 앨라배마주, 미시시피주와 텍사스주의 해안에도 열대폭풍 주의보와 허리케인 주의보, 경보가 발령되었다. 이 특보들은 8월 25일에 루이지애나 주에 상륙한 후 모두 해제되었다.

## 피해

### 바하마
허리케인 앤드루는 풍속 119km/h(74mph)의 세력으로 5개 섬(일루서라섬, 뉴프로비던스섬, 안드로스섬, 비미니, 베리 제도)를 강타했다. 바하마의 북서부에서 큰 피해를 받았는데, 총 재산피해액이 2억5천만달러(1992년 기준)로 집계되었다. 이 심한 피해는 인구가 희박한 섬에서 주로 발생했다. 앤드루로 인한 피해로 바하마의 관광산업은 큰 타격을 받게 되었다. 약 800채의 집이 파괴되어 1천7백명의 이재민이 발생했다. 또한 5개 학교가 완전히 붕괴되었고 허리케인으로 인해 교통, 통신, 식수, 위생, 농업과 해양업에 모든 피해가 차지했다. 바하마에서는 4명이 숨졌다.
허리케인 앤드루는 8월 23일 사피어-심슨 허리케인 등급 제5등급의 세력, 풍속 260km/h(160mph)으로 첫 번째 상륙을 했는데, 상륙을 한 장소는 일루서라섬이었고 이 섬의 총 인구는 8천명이고, 너비가 약 1.6km(1mi)에 달한다. 앤드루가 상륙하기 전에 심한 파도로 인해 해안가는 약 5km(3mi)가 본래 있던 장소에서 멀어졌다. 또한 이 섬에서 최고 파도높이는 7.2m(25ft)가 관측되어 그곳의 마을은 완전히 황폐화되었다. 바하마 전체에 건설된 도로가 심하게 피해를 받았고 앤드루가 물러간지 1주후에도 그대로 그 상태가 유지되어있었다.
허리케인 앤드루는 메이저허리케인 급으로 바하마를 강타했던 허리케인으로 앤드루 이전에 메이저허리케인의 세력으로 영향을 준 허리케인은 1965년의 허리케인 벳시였다.

### 미국

#### 플로리다주

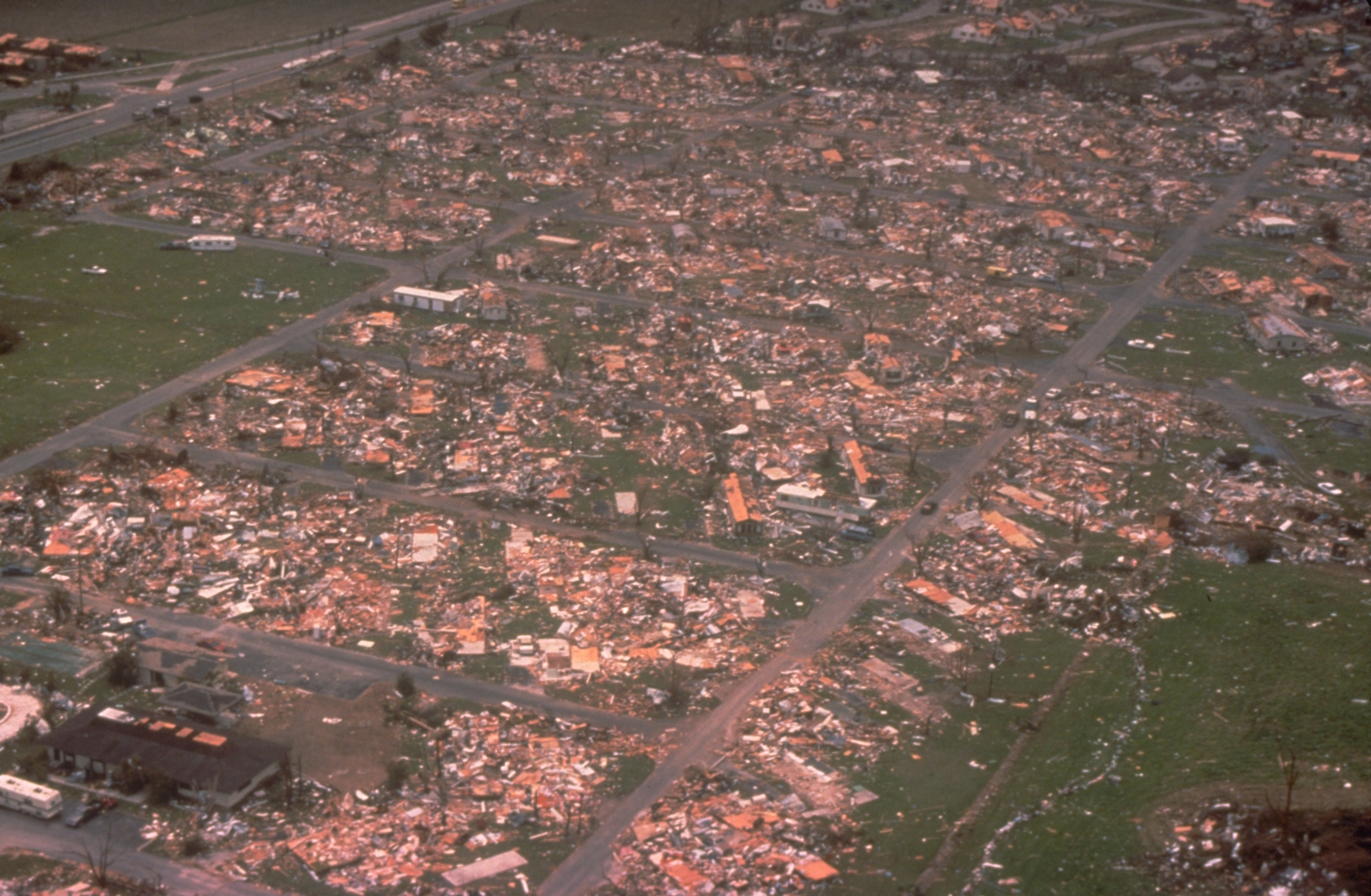
마이애미 근교의 마을

허리케인 앤드루는 플로리다반도 동부에 상륙한 지점에서 5.2m(17ft) 높이의 파도를 만들어 내 해안가를 내리쳤다. 하지만 플로리다주 남부에서의 강수량을 그다지 많지가 않았는데, 그 이유로 허리케인 앤드루가 32~40km/h(20~25mph)의 속력으로 빠르게 동서로 훑고 지나갔기 때문이었다. 다른 허리케인과 달리 앤드루는 바람이 유달리 강해 플로리다 주의 농산물이 막대한 피해를 입어 총 농업분야 피해액은 10억 4백만 달러(1992년 기준)가 나왔다. 데이드 군에서는 군에 있는 집의 90%가 지붕이 날아갔고 11만7천채가 파괴되거나 심한 피해를 받았다.
플로리다주 남동부에 위치한 터키포인트 핵발전소에서는 앤드루에 의해 직접적으로 영향을 받아 9천만달러의 피해액을 내었다. 플로리다 키에 있던 많은 전선들도 손상되어 플로리다 키 전체에 정전이 되었다. 그러나 수도공급은 정상적으로 작동되었다. 또 플로리다반도 해안에 있던 산호초들도 피해를 입었다.
플로리다반도 남부에 있는 늪지대인 에버글레이드에도 심각한 피해를 입었다. 전체 지대의 약 25%인 7만에이커(280제곱킬로미터)의 나무들이 뽑혔다. 부러진 나무들과 피해를 입은 식물들이 다시 정상적으로 자라기에는 20일 정도가 걸렸다. 허리케인 앤드루가 바다를 지나면서 바다의 산소량을 줄여 많은 해양식물들이 위협을 받았다. 총 1억 8200만마리의 물고기가 폐사해 1억 6천만달러(1992년)의 피해액이 났다.

#### 루이지애나주
허리케인 앤드루는 플로리다 주를 통과하고 멕시코만에 진입한 뒤에 루이지애나주 중남부 해안에 상륙했다. 허리케인이 상륙하기 전에 라플레이스 부근에 푸지타 등급 제3등급 허리케인을 생성시켜 2명이 숨졌다. 단 10분정도밖에 땅에 닿아 있었지만, 163개의 구조물을 파괴시켰고 60가구의 이재민을 발생시켰다. 앤드루는 곳에 따라 280mm의 비를 뿌렸다.
강풍 때문에 15만 2천명에게 전기공급이 중단되었고 아차팔라아 강 하류 주변에 있던 전체 나무의 80%를 부러트렸다. 또한 농업 피해도 잇따랐다. 농작물 피해로는 콩, 옥수수와 사탕수수 작물 등에서 피해가 심했다. 사탕수수의 피해액은 2억달러(1992년 기준)가 집계되었다.
루이지애나주와 멀리 떨어져 있던 멕시코만에서는 940만마리의 물고기가 죽었고 이로 인해 780만달러(1992년 기준)의 피해액이 났다. 또 앨라배마주에서 온 어부 6명이 배가 전복되어 익사했다. 루이지애나 주의 총 피해액은 10억달러였고 17명이 사망했다.

## 제명
허리케인 앤드루가 남긴 심대한 피해로 인해 이름, '앤드루(Andrew)'는 1993년 봄에 퇴출되었고 '알렉스(Alex)'가 대체되어 1998년부터 쓰여졌다.